# Mirosław Drzewiecki (duchowny)
Mirosław Drzewiecki (ur. 6 marca 1940 w Rudni) – ksiądz rzymskokatolicki, poeta.

## Życiorys
Święcenia kapłańskie otrzymał w 28 czerwca 1964 we Wrocławiu. Następnie pracował w Kudowie Zdroju. Od 1966 we Wrocławiu, od 1974 był duszpasterzem akademickim, a od 1983 duszpasterzem środowisk twórczych. W 1974 ukończył studia polonistyczne na Katolickim Uniwersytecie Lubelskim. Zasłynął kazaniami głoszonymi podczas stanu wojennego głównie we wrocławskiej katedrze. Kazania te zostały później opublikowane w dwóch zbiorach: Naprawdę wolni. Kazania z lat 1982–1988 oraz Ku Wolności. Kazania z lat 1982–1990. W latach 1993–1998 był asystentem kościelnym, a następnie dyrektorem Katolickiego Radia „Rodzina” we Wrocławiu. Od 1998 do przejścia na emeryturę w 2016 był proboszczem wrocławskiej parafii Najświętszej Maryi Panny Częstochowskiej.
Jest autorem kilku tomików poezji: Bóg kocha góry (1986), Rozmyślania listka figowego (1988), Góry są święte (1988), Szczeliny samotności (1991), A jednak czas (1997).
W 2006 został odznaczony Srebrnym Medalem „Zasłużony Kulturze Gloria Artis”.